# Hyphalaster hyalinus
Hyphalaster hyalinus är en sjöstjärneart som beskrevs av Percy Sladen 1883. Hyphalaster hyalinus ingår i släktet Hyphalaster och familjen Porcellanasteridae. Inga underarter finns listade i Catalogue of Life.